# Нелюбин, Лев Львович
Лев Льво́вич Нелю́бин (31 января 1927, Ленинград, РСФСР — 1 ноября 2014, Москва, Российская Федерация) — советский и российский лингвист, военный педагог, профессор, начальник кафедры английского языка (основного) факультета западных языков Военного Краснознамённого института Министерства обороны СССР (1974—1985), заслуженный деятель науки Российской Федерации (1994).

## Биография
Родился на Фонтанке в доме своего деда, профессора Александра Петровича Нелюбина. В детстве проживал с родителями в Тегеране, с 1931 г. — в г. Москве. Юность провёл с родителями в Стокгольме и Лондоне, окончил Политехнический колледж Лондонского университета. После войны и возвращения из Лондона в Москву учится на механическом факультете Московского нефтяного института им. Губкина, а затем — в 1953 г. заканчивает военно-морской факультет Военного института иностранных языков (ВИИЯ).
В 1953—1962 гг. — преподает в Свердловском суворовском военном (офицерском) училище, затем является офицером ГРУ Генерального штаба Министерства обороны СССР. С 1962 г. на преподавательской работе в Военной академии Советской Армии (ВАСА), а с 1963 г. в воссозданном Военном институте иностранных языков: преподаватель, адъюнкт, старший преподаватель, заместитель начальника кафедры.
С февраля 1974 г. по январь 1985 г. — начальник кафедры английского языка (основного) факультета западных языков ВИИЯ, Военного института МО (ВИМО), Военного Краснознаменного института Министерства обороны (ВКИМО) СССР.
С 1985 г. по 2014 г. — преподавал в МОПИ-МПУ-МГОУ.

## Научная деятельность
В 1968 году в МГПИ имени В. И. Ленина защитил кандидатскую диссертацию на тему «Синтаксис языка американских боевых приказов», в 1975 г. в Ленинградском отделении Академии наук СССР защитил докторскую диссертацию на тему «Информационно-статистические и инженерно-лингвистические особенности языка и текста в условиях спецкоммуникации».
Под его руководством подготовлено 11 докторов наук, 79 кандидатов наук, один лауреат Государственной премии СССР в области науки и техники.
Опубликовал более 250 научных работ общим объёмом более 600 п.л. в различных отечественных и зарубежных изданиях Среди научных работ: «История и теория зарубежного перевода», «История и теория перевода в России», «История науки о языке», «Сравнительная типология языков» (в соавторстве), «Очерки по введению в языкознание», «Введение в технику перевода», «Лингвостилистика современного английского языка», «Толковый переводоведческий словарь».

## Награды и звания
- орден Почёта (2007)
- орден «Знак Почёта» (1975)
- Заслуженный деятель науки Российской Федерации[3]
- Дважды лауреат государственной Президентской стипендии для выдающихся учёных России.